# 弱殺
《弱殺》是1994年上映的香港電影。鄧衍成導演，鍾淑慧、吳毅將、盧敏儀主演。電影主要以一名智障人士在庇護工場被性慾倒錯導師性侵殺害，特顯社會對智障人士及院舍社工的偏見，有關懷弱勢族群的作用。
根據《電影檢查條例》，本片因有正面描寫包括性虐待在內的過度暴力，以及正面反映創傷後壓力症患者的心理問題，被評定為第三級影片。

## 劇情
阿樂(盧敏儀 飾)是社會福利署社工，因處理家庭問題而多次目睹悲劇結果，心灰意冷之下毅然辭職，計劃跟隨家人移民，因他上司表示辭職也需要一個月的通知，也希望她義氣地接下最後的案件。
明明(鐘淑慧 飾)一出生就在智力方面有缺陷，因為她的父親死於交通意外而結識阿樂，經阿樂幫忙之下轉介到社會福利署的庇護工場寄宿和培訓工作，在工場裡，明明結識了名叫阿偉(吳毅將 飾)的庇護工場導師和很多同是智障的實習生同學，而阿偉對明明特別照顧有加。隨著時間的推移，本來對自己的工作早已經心灰意冷的阿樂被明明的善良和樂觀所感動，找到了人生新的方向和希望。
近日來，工場周邊發生色魔姦殺無辜少女的慘案，獵物對象永遠是身穿紅衣的女性，儘管警方徹查，依然苦無證據而無法破案。
那個色魔不是外來人，而是外表友善有愛心的阿偉，阿偉回憶童年時期，他的母親有一天紅杏出牆，當時正是身穿紅色的性感睡衣，最終被他的父親撞破而引致家庭倫常慘劇，雖然阿偉大難不死，但目睹這慘案後使他創傷後遺症產生反社會人格，十分痛恨穿紅衣的女性。而他的下一個目標是身穿紅色上衣的阿樂，可惜多次企圖佔有她失敗，同時盯上穿紅色舞衣參加表演的明明。
明明因贏得表演入圍決賽高興地尋找阿偉談心，她也沒有想到被獸性大發的阿偉施暴，身心受創的明明經阿樂的開解，鼓起勇氣舉報阿偉。在法庭上，阿偉利用法律的漏洞，再加上明明卻因為恐懼和羞恥而無法出庭作證，阿偉被判無罪釋放。目睹這一切的阿樂心痛萬分，決定以身試險，令阿偉原形畢露。

## 演員表
| 演员   | 角色           | 备注                                         |
| 鍾淑慧 | 江旭明         | 明明，庇護工場實習生，輕度智障               |
| 吳毅將 | 陳志偉         | 陳Sir，社會福利署庇護工場導師，屋邨色魔      |
| 盧敏儀 | 阿樂           | 張姑娘，社會福利署社工                       |
| 八兩金 | 智障人士       | 庇護工場實習生                               |
| 許思敏 | 屋邨女街坊     | 曾對智障人士有偏見                           |
| 劉桂芳 | 郭太太         | 屋邨女街坊，因家庭問題和她的兒子一同跳樓自殺 |
| 孫敬安 | 表演評判       |                                              |
| 戴志偉 | 陳志偉辯護律師 | 全力為陳志偉洗脱猥褻侵犯的罪名               |
| 張贊生 | 檢控官         | 全力把陳志偉繩之於法                         |
| 張旭燊 | 軍裝警員       |                                              |

## 外部連結
- 開眼電影網上《弱殺》的資料（繁體中文）
- 香港影庫上《弱殺》的資料（繁體中文）
- 时光网上《弱殺》的資料（简体中文）
- AllMovie上《弱殺》的资料（英文）
- 爛番茄上《弱殺》的資料（英文）
- 互联网电影数据库（IMDb）上《弱殺》的资料（英文）